# Baicalasellus minutus
Baicalasellus minutus är en kräftdjursart som först beskrevs av Semenkevich 1924.  Baicalasellus minutus ingår i släktet Baicalasellus och familjen sötvattensgråsuggor. Inga underarter finns listade i Catalogue of Life.